# Jerzy Zygmunt Merzbach
Jerzy Zygmunt Karol Stanisław Merzbach, także George Merzbach (ur. 25 września 1874 w Brukseli, zm. 17 lutego 1928 w Kairze) – belgijski i egipski prawnik oraz działacz publiczny żydowskiego pochodzenia.

## Życiorys
Urodził się jako syn Henryka Merzbacha i Henryki Elizy Ghislane Le Hardy de Beaulieu (ur. 1851). Był wnukiem warszawskiego wydawcy i księgarza Zygmunta Merzbacha. Miał troje rodzeństwa: Helenę Elżbietę (ur. 1871), Karola Zygmunta (ur. 1875, oficera) oraz Klarę Hortensję (ur. 1880).
O jego młodości niewiele wiadomo. Osiadł w Aleksandrii, gdzie rozpoczął praktykę adwokacką. Był oficerem oświecenia publicznego. W uznaniu wybitnych zasług położonych dla Belgii, Egiptu, Imperium osmańskiego i Etiopii uzyskał liczne wysokie odznaczenia.
Był dwukrotnie żonaty. Po raz pierwszy z Marią Paléologue, a po raz drugi z Celiną Piha.

## Ordery i odznaczenia
- Kawaler Orderu Leopolda
- Kawaler Orderu Korony
- Kawaler Legii Honorowej (Francja)
- Order Medżydów III klasy (Imperium Osmańskie)
- Komandor Orderu Nilu
- Komandor Orderu Gwiazdy Etiopii